# Mato Andrić
Mato Andrić (Goravac-Madrica, 18 februari 1928 - Sarajevo, juli 2015) was een Bosnisch en Joegoslavisch politicus.
Mato Andrić, een etnische Kroaat, volgde een administratieve opleiding en trad in 1944 toe tot de Communistische Jeugdfederatie van Joegoslavië. In 1945 werd hij lid van de Joegoslavische Communististische partij (JCP; sinds 1952 Joegoslavische Communistenbond JCB) en in de districtsraad van Odżak gekozen. In de jaren 50 werd hij lid van het Centraal Comité van de Communistenbond van Bosnië en Herzegovina en van 1966 tot 1971 lid van het Uitvoerende Comité (Politbureau) van de Communistenbond van Bosnië en Herzegovina (CBH). In 1978 werd hij opnieuw lid van het Uitvoerende Comité van de CBH. Daarnaast bekleedde hij de post van secretaris van Interne Zaken (minister van Binnenlandse Zaken) van Bosnië en Herzegovina en was hij parlementslid in het parlement van Bosnië en Herzegovina.
In 1984 werd hij lid van het Presidium van de Joegoslavische Communistenbond (JCB) (tot 1986). Van 1984 tot 1986 was hij voorzitter van de CBH en van 1986 tot 1988 was hij president van de Socialistische Federale Republiek Bosnië en Herzegovina. Daarna was hij ex officio lid van het Presidium van de JCB.
Bron: Who's Who in the Socialist Countries of Europe [dl. 1 A-H] (1989)